# Muvumba (Fluss)
Der Muvumba (im Unterlauf oft Kagitumba) ist ein linker Nebenfluss des Kagera-Nils in Ostafrika. Er bildet im Unterlauf die Grenze zwischen Ruanda und Uganda.

## Verlauf
Der Fluss entspringt in der Western Region im Südwesten Ugandas. Er verläuft zunächst in südöstlicher Richtung. Nach dem Überschreiten der Grenze zu Ruanda, schwenkt er nach Nordost und fließt erneut der Grenze entgegen. Unweit seiner Mündung dreht er nach Osten und bildet die Grenze zwischen den beiden Staaten. Der Muvumba mündet bei der Stadt Kagitumba, im Drei-Länder-Eck mit Tansania in den Kagera-Nil.
Das Einzugsgebiet des Flusses wird mit einer Fläche von 3714 bis 5200 km² angegeben. Es teilt sich dabei auf in 1568 km² in Ruanda und 2146 km² in Uganda (ausgehend von 3714 km²).

## Hydrometrie
Die Abflussmenge des Muvumba wurde an der Station Kagitumba, an der Mündung, in m³/s gemessen (Werte aus Diagramm abgelesen)

## Abgrenzung
Je nach Quelle heißt der gesamte Fluss oder nur der Unterlauf Kagitumba. In vielen Quellen wiederum taucht der Name Kagitumba für den Fluss überhaupt nicht auf.